# Documento fatale
Documento fatale (Méfiez-vous des blondes) è un film del 1951 diretto da André Hunebelle.
Il film fa parte di una trilogia; è infatti preceduto da Mission à Tanger (1949) e seguito da Massacre en dentelles (1952).

## Sinossi
Di ritorno da un soggiorno in Estremo Oriente, una donna a conoscenza dei nomi dei capi di una rete di narcotraffico viene uccisa. Georges Masse, famoso reporter, decide di indagare, accompagnato dal suo fedele fotografo P'tit Louis. Incontrerà alcuni personaggi poco fiduciosi: M. Dubois, un assassino, Luigi Costelli, un pericoloso trafficante e una bella ma dubbia signora, Suzanne Wilson. Dopo essere stato sospettato, Masse riuscirà a far trionfare la verità